# Amalie Hagen
Hanne Amalie Nicoline Hagen født Price (24. oktober (gl. stil) 1831 i Østersøen – 3. juni 1892 i København) var en dansk danserinde og skuespillerinde.
Amalie Hagen blev født på det russiske dampskib Nicolai på rejsen fra København til Sankt Petersborg. Som barn optrådte hun ved sine forældres ambulante selskab, men fik fra 1847 privatundervisning af August Bournonville, der året efter indstillede hende til elevansættelse ved Det Kongelige Teater. Efter ansættelsen ved Balletten, opgav hun for 5. september 1852 at debutere i skuespillet som Marie i Alferne, da en noget tysk accent, en arv fra hjemmet, hindrede hende i at få et større repertoire ved Nationalscenen, modtog hun 1857 et tilbud fra Casino, hvor hun i de følgende år havde en primadonnaplads såvel i folkekomedien som i sangspillet, Vaudevillen og Farcen. Efter at have indgået ægteskab med lægen i Søetaten C.A. Hagen optrådte hun 13. maj 1867 sidste gang på Casino, som Angelique i Den forbudne frugt og trak sig efter to års virksomhed i provinserne tilbage til privatlivet.